# The Ghan

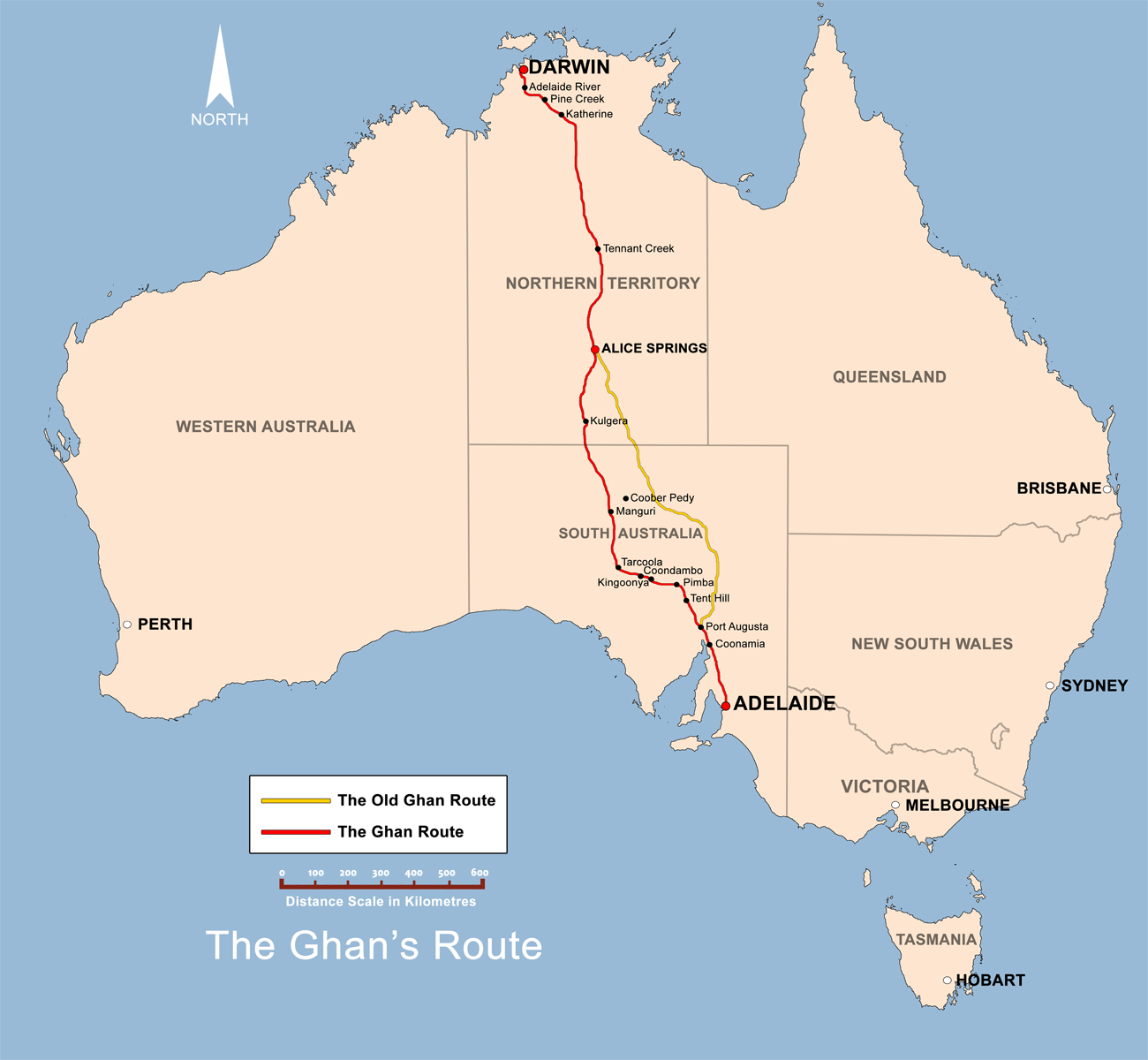
Trasa Ghana (mapa interaktywna)

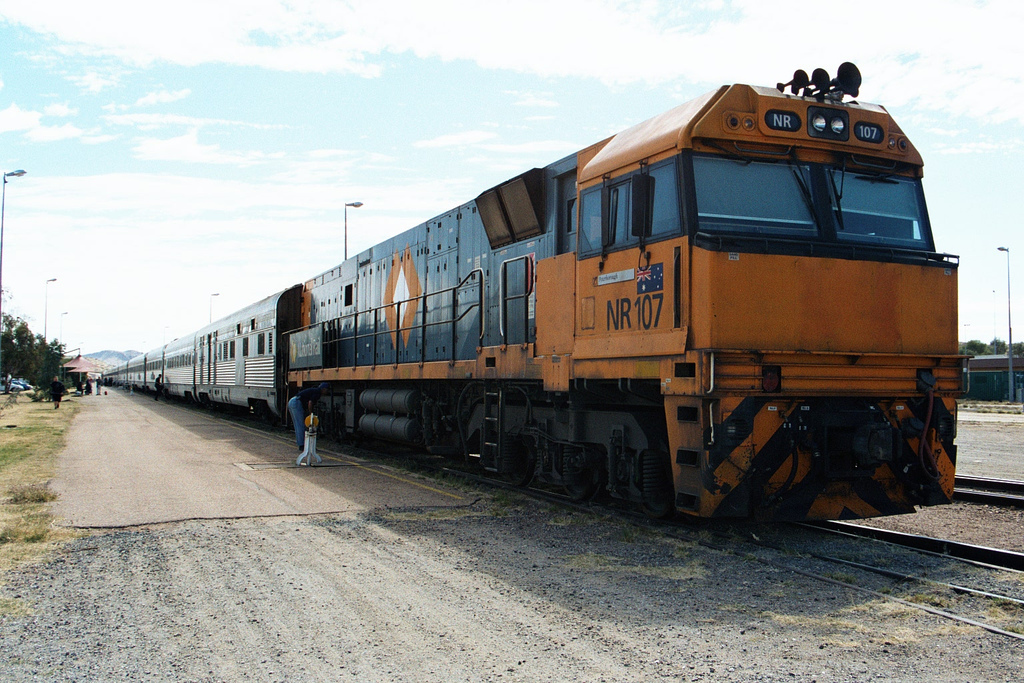
lokomotywa The Ghan na stacji Alice Springs

The Ghan (skrót z ang. The Afghan Express) – transkontynentalna linia kolejowa w Australii, łącząca Adelaide poprzez Alice Springs z Darwin. Jej długość wynosi 2979 kilometrów. Budowę linii rozpoczęto w roku 1878 w miejscowości Port Augusta, a zakończono, ze względów finansowych, dopiero po 126 latach – w październiku 2003 roku.

## Charakterystyka
Linia kolejowa Adelaide – Darwin biegnie przez jeden z najsuchszych i bezludnych regionów świata. Jej budowę rozpoczęto w celu ułatwienia dostępu do interioru, a także w celu skrócenia podróży do Azji i Europy. Ostatni, 1420 kilometrowy odcinek tej linii, budowany w latach 2001-2003, nazwany został największą inwestycją infrastrukturalną Australii, kosztował ponad miliard dolarów amerykańskich.
Długość pociągu wynosi ponad kilometr, stanowią go dwie lokomotywy i około 40 wagonów. Podróż trwa dwa dni. W sezonie turystycznym (od maja do listopada) pociąg przemierza trasę dwa razy w tygodniu w każdą stronę. Przez resztę roku przejazdy odbywają się raz w tygodniu. Operatorem połączenia pasażerskiego jest firma Great Southern Railway, stawiąca część brytyjskiej grupy Serco. Pociągi towarowe jeżdżące po tej samej linii należą do firmy Pacific National. Jadąc The Ghan nie słychać charakterystycznego dla innych pociągów stukotu kół, ponieważ The Ghan jedzie po torach bezstykowych, zespawanych bez przerw, co obniża też koszty eksploatacji.

## Nazwa
Nazwa składu to skrót określenia The Afghan Express (Afgański Ekspres), nawiązującego do afgańskich poganiaczy wielbłądów. Nie ma pewności, w jaki sposób przyjęła się ta nazwa. Przypomina o imigrantach, którzy kursowali w głąb interioru, w karawanach liczących nieraz do 70 zwierząt, przenosząc ładunki i ludzi. Chociaż nazywano ich Afganami, w rzeczywistości pochodzili z różnych krajów i obszarów, takich jak Egipt, Persja, północne Indie, Beludżystan i tereny dzisiejszego Pakistanu oraz Turcji.

## Lista stacji pasażerskich
Pokonując trasę z Adelaide do Darwin pociągi pasażerskiej linii The Ghan zatrzymują się na następujących stacjach (lista uwzględnia tylko stacje wymienione w rozkładzie jazdy z września 2014):
| lp. | nazwa stacji                | miejscowość   | stan/terytorium      | dodatkowe informacje                                        |
| --- | --------------------------- | ------------- | -------------------- | ----------------------------------------------------------- |
| 1   | Adelaide Parklands Terminal | Adelaide      | Australia Południowa | możliwość przesiadki na linie Indian Pacific i The Overland |
| 2   | Coonamia                    | Port Pirie    | Australia Południowa | możliwość przesiadki na linię Indian Pacific                |
| 3   | Port Augusta                | Port Augusta  | Australia Południowa | możliwość przesiadki na linię Indian Pacific                |
| 4   | Manguri                     | Coober Pedy   | Australia Południowa |                                                             |
| 5   | Alice Springs               | Alice Springs | Terytorium Północne  |                                                             |
| 6   | Tennant Creek               | Tennant Creek | Terytorium Północne  |                                                             |
| 7   | Katherine                   | Katherine     | Terytorium Północne  |                                                             |
| 8   | Darwin                      | Darwin        | Terytorium Północne  |                                                             |